# Бад Доберан
Бад Доберан (на немски: Bad Doberan) е град в окръг Росток в Мекленбург-Предна Померания с 11 607 жители (към 31 декември 2013).
В Бад Доберан се намира известният курорт Хайлигендам на самия бряг на Балтийско море.
Бад Доберан е споменат в документ от 1177 г. като Villa Slavica Doberan. Селището се образува около осветената на 3 октомври 1232 г. църква на манастир Доберан, създаден през 1171 г. Получава права на град през 1879 г.